# Alocoderus gilleti
Alocoderus gilleti är en skalbaggsart som beskrevs av Schmidt 1909. Alocoderus gilleti ingår i släktet Alocoderus och familjen Aphodiidae. Utöver nominatformen finns också underarten A. g. katanganus.